# Elezioni presidenziali in Benin del 1991
Le elezioni presidenziali in Benin del 1991 si tennero il 10 marzo (primo turno) e il 24 marzo (secondo turno). Furono le prime elezioni libere dal 1970.

## Risultati
| Candidati         | Partiti                                                               | I turno   | I turno | II turno  | II turno |
| Candidati         | Partiti                                                               | Voti      | %       | Voti      | %        |
| ----------------- | --------------------------------------------------------------------- | --------- | ------- | --------- | -------- |
| Nicéphore Soglo   | Unione per il Trionfo del Rinnovamento Democratico                    | 419 787   | 36,24   | 881 215   | 67,54    |
| Mathieu Kérékou   | Fronte d'Azione per il Rinnovamento e lo Sviluppo                     | 315 079   | 27,20   | 423 501   | 32,46    |
| Albert Tevoedjre  | La Nostra Causa Comune                                                | 165 174   | 14,26   |           |          |
| Bruno Amoussou    | Partito Socialdemocratico                                             | 66 053    | 5,70    |           |          |
| Adrien Houngbédji | Partito del Rinnovamento Democratico                                  | 53 187    | 4,59    |           |          |
| Moise Mensah      | Indipendente                                                          | 39 894    | 3,44    |           |          |
| Sévérin Adjovi    | Raggruppamento dei Liberal Democratici per la Ricostruzione Nazionale | 30 710    | 2,65    |           |          |
| Bertin Borna      | Indipendente                                                          | 18 578    | 1,60    |           |          |
| Idelphonse Lemon  | Indipendente                                                          | 11 517    | 0,99    |           |          |
| Assani Fasassi    | Indipendente                                                          | 10 393    | 0,90    |           |          |
| Gatien Houngbédji | Unione Democratica per lo Sviluppo Economico e Sociale                | 10 272    | 0,89    |           |          |
| Robert Dossou     | Alleanza per la Social Democrazia                                     | 9 641     | 0,83    |           |          |
| Thomas Goudou     | Costruttori e Gestori della Libertà e della Democrazia                | 8 041     | 0,69    |           |          |
| Totale            | Totale                                                                | 1 158 326 | 100     | 1 304 716 | 100      |